# 1150

## Догађаји
- Википедија:Непознат датум — август - Битка код Аинтаба
- Википедија:Непознат датум — Битка на Тари
- Рат на Балкану: Цар Манојло је поново повео поход на кнежевину Србију. Окупио је војску у Нишу. Са њом је ишао до Лугомира (Јагодине), Саве и Дрине. До одлучујуће битке дошло је на речици Тари у близини данашњег Ваљева. Урош је, по Јовану Кинаму, окупио велику војску и пружио јак отпор. У бици су учествовале и снаге из Угарске под вођством Вакхина. Битку је добила Византија, а Урош је присиљен на преговоре. Обавезао се на упућивање помоћног одреда војске Манојлу. Та обавеза постојала је и раније, а сада је повећана са 300 на 500 војника у Азији, а обавеза за ратове у Европи остала је 2000 војника. Тиме је рат завршен.

## Смрти
- Барисан од Ибелина

- Гарсија Рамирез од Наваре

- Јован Аксух